# Référendum liechtensteinois de 1931
 (août 2025).
Un référendum a lieu au Liechtenstein le 22 novembre 1931.

## Contenu
Le référendum porte sur une réforme de la loi sur l'Assurance-chômage, instituant des indemnisations chômages jusqu'à 30 à 40 jours.

## Contexte
Il s'agit d'un référendum facultatif d'origine parlementaire : le parlement du pays, le Landtag, décide le premier septembre 1931 de soumettre le projet de loi à la votation dans le cadre de l'article 66 de la constitution.

## Résultat
| Choix                           | Votes | %     |
| ------------------------------- | ----- | ----- |
| Pour                            | 653   | 36,18 |
| Contre                          | 1 152 | 63,82 |
| Votes blancs et invalides       | 213   | –     |
| Total                           | 2 018 | 100   |
| Inscrits/Participation          | 2 376 | 84,93 |
| Source: Démocratie Directe (de) |       |       |